# Tiggar (Tenhya)
Tiggar (auch: Tekgar, Tigar) ist ein Dorf in der Landgemeinde Tenhya in Niger.

## Geographie
Das Dorf befindet sich rund 39 Kilometer nordwestlich der Hauptstadt Tanout des gleichnamigen Departements Tanout, zu dem die Landgemeinde Tenhya gehört und das Teil der Region Zinder ist. Zu den Siedlungen in der näheren Umgebung von Tiggar zählen Farak Gadambo im Osten sowie Takoukout und Djabtoji im Südwesten.
Tiggar ist Teil der Übergangszone zwischen Sahara und Sahel. Die durchschnittliche jährliche Niederschlagsmenge beträgt hier zwischen 200 und 300 mm. Der in einer Niederung gelegene Wald von Tiggar erstreckt sich über eine Fläche von 502 Hektar und steht unter Naturschutz.

## Geschichte
Bei einem nach der Ernährungskrise von 2005 von der dänischen Sektion von CARE International von 2006 bis 2009 durchgeführten Projekt zur Vorbeugung und Bewältigung von Ernährungskrisen wurde in Tiggar wie in 50 weiteren Orten in Niger ein gemeinschaftliches Frühwarn- und Notfallsystem aufgebaut.

## Bevölkerung
Bei der Volkszählung 2012 hatte Tiggar 778 Einwohner, die in 141 Haushalten lebten. Bei der Volkszählung 2001 betrug die Einwohnerzahl 341 in 62 Haushalten und bei der Volkszählung 1988 belief sich die Einwohnerzahl auf 475 in 95 Haushalten.
In der Siedlung leben Angehörige der Ethnie der Tuareg. Es wird die Sprache Tamascheq gesprochen. Die Bevölkerungsdichte in diesem Gebiet ist gering und liegt bei unter 10 Einwohnern je Quadratkilometer.

## Wirtschaft und Infrastruktur
Die Bevölkerung bestreitet ihren Lebensunterhalt hauptsächlich durch Viehzucht. Tiggar liegt in einem Gebiet der Naturweidewirtschaft, wobei vor allem die Rinder- und Schafzucht wirtschaftlich bedeutend sind, und in das ackerbauliche Aktivitäten aus dem Süden vordringen. Während der Regenzeit ziehen transhumante Wodaabe-Viehzüchter von Süden nach Norden durch die Gegend. Mit einem Centre de Santé Intégré (CSI) ist ein Gesundheitszentrum im Dorf vorhanden. Es gibt eine Schule.